# منطقة يافاتمال
يافاتمال رمزها «YA» (بالإنجليزية: Yavatmal)‏ ، هو تقسيم إداري لدولة الهند تتبع ولاية ماهاراشترا (بالإنجليزية: Maharashtra)‏ ، مركزها هو مدينة يافاتمال (بالإنجليزية: Yavatmal)‏ عدد سكانها حسب تعداد سنة 2001 هو 2,460,482 ، مساحتها 13,582 كم² وكثافة السكان 181 لكل كم² .